# John Connor
John Connor è un personaggio immaginario, fra i protagonisti della serie cinematografica Terminator e della serie televisiva Terminator: The Sarah Connor Chronicles. 
Il personaggio è citato ma non appare nel primo film, Terminator. Nel secondo film, Terminator 2 - Il giorno del giudizio, è interpretato da Edward Furlong, in Terminator 3 - Le macchine ribelli è interpretato da Nick Stahl, in Terminator Salvation è interpretato da Christian Bale e nella serie TV da Thomas Dekker, in Terminator Genisys è interpretato da Jason Clarke e in Terminator - Destino oscuro è interpretato da Jude Collie, ma il suo volto è stato modificato in CGI per ricreare quello di Furlong.

## Biografia
John Connor nasce a Los Angeles il 28 febbraio 1985. La madre Sarah sconfisse un cyborg "T-800" inviato dal 2029 per ucciderla, difesa da suo padre Kyle Reese (anch'egli giunto dal futuro) morto nello scontro. Il piano elaborato da Skynet prevedeva l'eliminazione di Sarah Connor per colpire la resistenza umana del futuro: senza John Connor, infatti, la supremazia delle macchine sarà totale.
Ignaro della sua importanza, il ragazzo apprenderà nozioni meccaniche, informatiche e militari da uomini con cui si lega sentimentalmente la madre Sarah, ma maturando ostilità verso di lei, ormai segnata dalla paura per i cyborg e per la guerra futura che lui crede puri vaneggiamenti di follia. A seguito dell'arresto della donna, internata in un manicomio, John viene dato in affido ad una famiglia di Los Angeles.

### Terminator 2 - Il giorno del giudizio
Nel 2029, l'adulto John compirà un'incursione in uno stabilimento di Terminators e ne programmerà uno (T-800, identico a quello che dieci anni prima tentò di uccidere la madre) per proteggere sé stesso da un T-1000 inviato dal Skynet al 1995. La "nuova" paternità di John ha cambiato il corso del futuro
Nel 1995 il giovane John è un piccolo genio dell'elettronica in affidamento presso due coniugi di Los Angeles, lontano dalla madre Sarah reclusa in un istituto psichiatrico; nei registri della polizia è considerato "orfano di padre". Conosce già Kate Brewster, sua futura moglie e luogotenente.
I due cyborg giunti dal futuro si incontrano nello stesso istante, ma il T-800 e John si rivelano nettamente inferiori e sono costretti alla fuga. Grazie alle delucidazioni del T-800, John ora è convinto della sincerità della madre Sarah e decide di riallacciare i rapporti con lei, liberandola e cercando di cambiare il corso della storia, sabotando i laboratori Cyberdyne che in futuro svilupperanno Skynet e salvando finalmente il futuro.
Dopo la sconfitta del T-1000 in un'acciaieria, John è costretto a malincuore a lasciar autodistruggere lo stesso T-800, con cui aveva stretto un vero e proprio legame familiare.
In un finale alternativo del film, ambientato 30 anni dopo gli eventi narrati, in cui Skynet non è mai stato sviluppato, John Connor è il senatore degli Stati Uniti ed è padre di una bambina di nome Kyla (chiamata così in memoria del padre di John). 

### Terminator 3 - Le macchine ribelli
Le azioni di Sarah e John Connor nel 1995 non hanno impedito il giorno del giudizio, ma lo hanno solo posticipato al 2004.
Nell'anno 2032, John Connor è stato ucciso da un T-850. Kate Brewster, sua vedova e luogotenente, cattura il robot e lo riprogramma per proteggere John da un avanzatissimo modello di Terminator, il T-X, che vuole ucciderlo qualche giorno prima che si verifichi l'apocalisse nucleare del 2004.
Nell'anno 2004, Sarah Connor è deceduta e John è un senzatetto senza lavoro, telefono o documenti, in modo tale da essere irreperibile da eventuali cyborg dal futuro. Il comandante militare NATO Robert Brewster, padre di Kate, è responsabile della costruzione del nuovo Skynet "sostitutivo" del progetto originale della Cyberdyne System che fu sabotato nel 1995 da Sarah e John.
La "T-X" inviata dal futuro, non riuscendo a trovare John, uccide molti suoi amici che saranno suoi luogotenenti nel futuro; trovati Kate e John, il T-850 li soccorre e li mette in salvo, sacrificandosi e terminandosi entrambi. I tre non riescono a sovvertire il corso del futuro: Robert Brewster conferisce a Skynet massima autonomia di comando dei mecha e dell'arsenale nucleare della NATO, che lo usa contro l'umanità intera. John e Kate, condotti al sicuro in un rifugio antiatomico presidenziale, contattano i sopravvissuti ed iniziano a prendere consapevolezza dei loro futuri ruoli di leaders.

### Terminator Salvation
Anno 2003. Terminata l'apocalisse nucleare, John Connor assume il comando dei ribelli contro i Terminator, guidando il genere umano in una sanguinosa guerra decennale che, il 4 luglio 2032, porterà l'umanità alla vittoria. Da ricordare come eventi il 2018, dove incontra l'adolescente Kyle Reese e Marcus Wright, e il 2029 in cui avvengono i primi 2 viaggi nel tempo.
Nel 2032, uno dei due ultimi Terminator rimasti, un T-850, scelto per via del legame emotivo di Connor con esso, lo coglie di sorpresa e lo uccide balzandogli addosso. La moglie Kate Brewster cattura il cyborg, lo riprogramma e lo spedisce nel 2004 a proteggere John e sé stessa dall'altro Terminator, la "T-X", inviata nel passato da Skynet un attimo prima di essere disattivato per sempre.
Comunque nel terzo film è lo stesso T-850 a rivelare a Connor che nel 2032 morirà per mano sua, perciò non si può escludere che nel futuro John essendo consapevole di cosa lo aspetta, cercherà di cambiare il suo destino.

### Terminator Genisys
Nel 2029, a un passo dalla sconfitta Skynet invia un T-800 nel 1984 per uccidere Sarah Connor. A sua volta John Connor invia Kyle Reese, consapevole che sarà suo padre ma senza dirglielo. Durante il teletrasporto, un avanzatissimo terminator T-5000 attacca John.
L'attacco ha reso John Connor un ibrido uomo-macchina T-3000, giunto nel 2014 per assicurare gli eventi futuri che porteranno alla rivolta delle macchine: da condottiero del genere umano, John si è trasformato nell'arma più pericolosa di Skynet, un essere privo di scrupoli e di umanità. Kyle e Sarah, viaggiando dal 1984 al 2017, lo smascherano e lo sconfiggono.

### Terminator Destino oscuro
Nel 1998 in Guatemala John viene colto alla sprovvista ed ucciso da un T-800 di fronte a sua madre Sarah. In seguito il T-800 rivela di essere stato cronotrasportato prima della distruzione di Skynet.

## Poteri e abilità
Sin da ragazzo John è stato preparato dalla madre Sarah Connor al suo futuro ruolo di leader della Resistenza addestrandolo nell'uso delle armi da fuoco e nella pirateria informatica di base a 10 anni (la sua scheda personale è visibile per qualche secondo dal monitor del computer nella volante del poliziotto appena ucciso dal T-1000 all'arrivo di quest'ultimo, dovendo questi ricercare informazioni su di lui nell'anno 1995) era in grado di hackerare un bancomat e guidare un ciclomotore; dopo essere entrato nella Resistenza, John ottiene un addestramento militare completo, nell'uso delle armi da guerra, nella tattica militare e nel combattimento corpo a corpo.
John, in virtù delle sue conoscenze relative all'andamento della guerra ed ai modelli di Terminator (informazioni ottenute dalla madre Sarah Connor), viene considerato dalla Resistenza e dal resto dei sopravvissuti come un profeta, un messia e proclamato leader idealizzato della Resistenza.
Dopo essere stato trasformato in un T-3000 da Skynet otterrà delle capacità simili a quelle di un T-1000. Possiede anch'egli una lega polimimetica, ma molto più versatile rispetto a quella del T-1000, essendo anche in grado di smaterializzarsi e di passare attraverso corpi solidi muovendosi ad alta velocità. Essendo la sua una forma ibrida, conserva intatti i suoi ricordi e le sue conoscenze militari che combina alle sue nuove capacità.